# Amalia Fleischer
Amalia Fleischer (geboren 7. August 1885 in Wien; gestorben 1944 im KZ Auschwitz) war eine italienische Rechtsanwältin und Opfer des Holocaust. Sie war die erste Frau, die in Südtirol als Rechtsanwältin tätig war.

## Leben

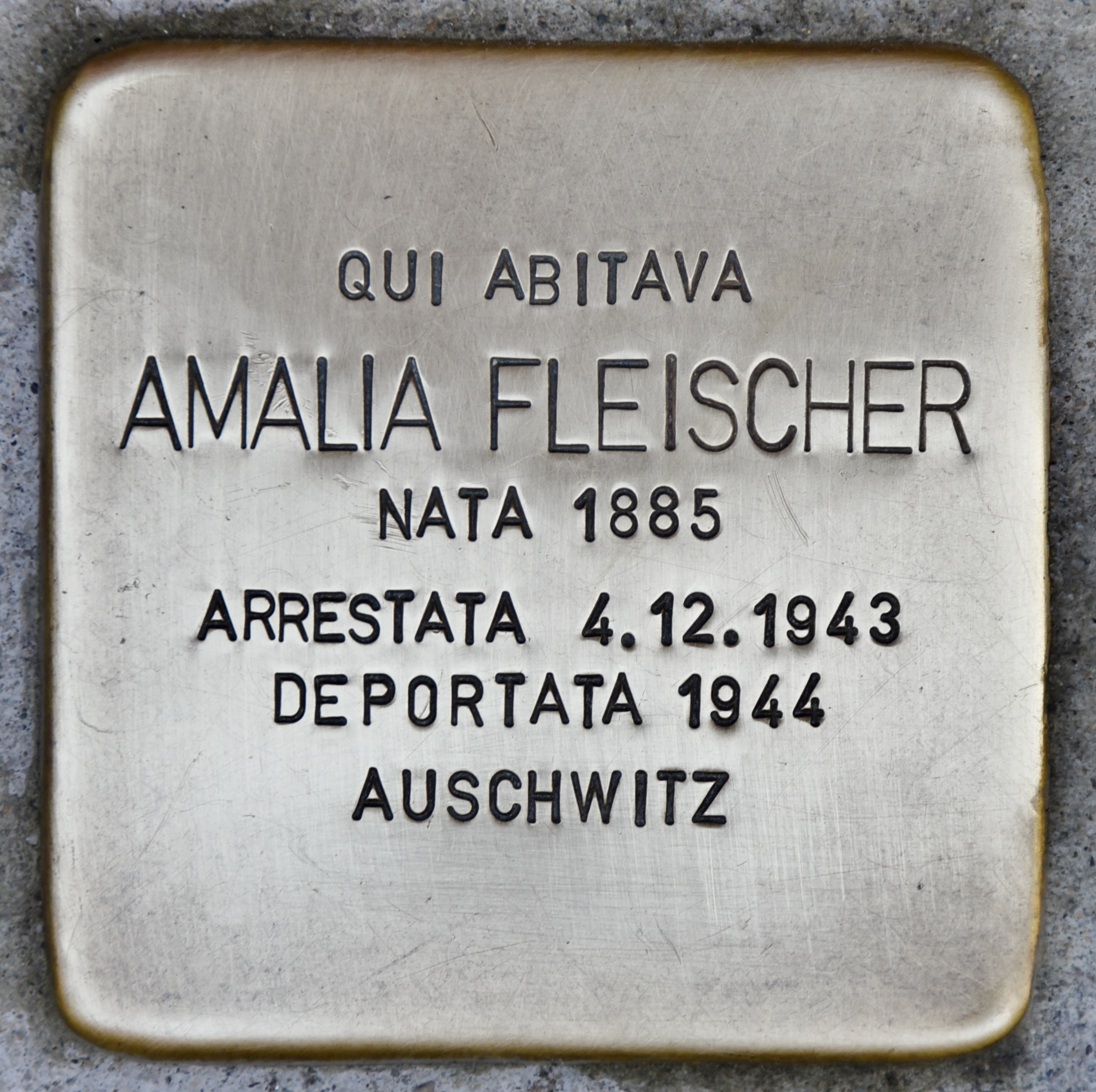
Stolperstein für Amalia Fleischer (Faenza)

Amalia Fleischer entstammte einer bürgerlichen jüdischen Familie. Ihr Vater Berthold war Jurist und im Bankgewerbe tätig, ihre Mutter Anna Michelup stammte aus dem damals zur Habsburgermonarchie gehörenden Fiume in Kroatien. Seit den 1890er Jahren lebte ihr Vater mit der Familie berufsbedingt in Meran und betätige sich dort in seiner Freizeit für wohltätige Zwecke in der jüdischen Gemeinde der Stadt.
Fleischer studierte zunächst Philosophie an der Universität Innsbruck, ihre eigentliche Liebe galt aber dem Studium der Rechtswissenschaft, zu der Frauen aber erst 1919 zugelassen wurden. 1921 schrieb sie sich schließlich an der Fakultät für Rechtswissenschaften der Universität Innsbruck ein, wechselte aber später auf die Universität La Sapienza in Rom und schloss dort 1923 ihr Jurastudium mit einer Doktorarbeit über Kirchenrecht ab. Während ihres Aufenthaltes in Rom arbeitete sie im Vatikan als Archivarin und nahm die italienische Staatsbürgerschaft an, nachdem sie bereits 1917 noch in Meran zum Christentum übergetreten war.
Von 1925 stammt ihr Antrag an die Rechtsanwaltskammer in Bozen als Konzipientin in einer Bozner Anwaltskanzlei zugelassen zu werden. Auf dem von der Kanzlei vorgelegten Antrag reagierte die Kammer zunächst zurückhaltend und erkundigte sich über die Zulassung weiblicher Rechtsanwaltsanwärter bei den entsprechenden Kammern in Rom und Triest. Erst nachdem die Kammer in Rom mitgeteilt hatte, dass in Rom bereits 1919 mit Teresa Labiola die erste Rechtsanwältin zugelassen worden war und auch die Gesetze keine Beschränkungen gegenüber weiblichen Kandidaten vorsahen, stimmte man dem Antrag zu. Nach der Aufnahme ihrer Referendarzeit wechselte sie im August 1925 zunächst in eine Kanzlei nach Meran, der Stadt in der nach wie vor ihre Eltern lebten, um 1926 in einer Kanzlei in Rom zu arbeiten, bevor sie Anfang 1927 nach Meran zurückkehrte.
1928 bewarb sie sich als erste Frau in Südtirol erfolgreich um die Zulassung als Prokuratorin. Im Februar 1929 trat sie dem faschistischen Berufsverband für Prokuratoren und Rechtsanwälte bei, ein Beitritt, der ab Ende der 1920er Jahre zunehmend verpflichtend wurde, um weiter praktizieren zu können. Nachdem sie sechs Jahre lang für verschiedene Kanzleien in Meran und Bozen gearbeitet hatte, beantragte sie 1935 erfolgreich die Eintragung als Rechtsanwältin in die Rechtsanwaltskammerliste von Bozen. In der Zwischenzeit war sie auch der Nationalen Faschistischen Partei beigetreten.
Im Oktober des gleichen Jahres erklärte Benito Mussolini Abessinien den Krieg. Zur Finanzierung des Abessinienkrieges rief der faschistische Staat im Dezember 1935 seine Bürger dazu auf, ihre goldenen Eheringe zu spenden. Dem Aufruf des faschistischen Berufsverbandes kam auch die ledige Amalia Fleischer nach und spendete die Eheringe ihrer verstorbenen Eltern.
Über die Stationen Littoria und Gaeta in der Region Latium gelangte sie 1938 in die Emilia-Romagna nach Faenza. Nach in Kraft treten der italienischen Rassengesetze im Herbst 1938 meldete sie sich ordnungsgemäß als in Faenza lebende jüdische Bürgerin. In gleicher Weise beantragte sie 1939 die Streichung ihres Eintrags in der Rechtsanwaltskammerliste. In ihrer Wahlheimat Faenza fand sie dank einer Freundin Arbeit in der Klosterschule des Klosters Santa Chiara. Dort gab sie aufgrund ihrer Fremdsprachenkenntnisse in Deutsch, Französisch und Englisch heimlich Privatstunden und wurde von ihrer Freundin, die Präsidentin der Klosterschule war, trotz der neuen Bestimmungen, die den Unterricht durch Lehrer jüdischer Abstammung untersagten, gedeckt.
Nach dem Sturz Mussolinis im Juli 1943, dem Waffenstillstand von Cassibile mit den Alliierten und der darauf folgenden deutschen Besetzung Italiens im September 1943 änderte sich die Lage für die Juden in Italien wesentlich. In der im Herbst konstituierten Italienischen Sozialrepublik wurden die Juden im Manifest von Verona als Staatsfeinde bezeichnet. Am 30. November 1943 ordnete der faschistische Innenminister Guido Buffarini-Guidi die Verhaftung aller Juden in der RSI an. Bereits vier Tage danach wurde auch Amalia Fleischer verhaftet und zunächst in das Gefängnis von Ravenna und später nach Mailand in das berüchtigte San-Vittore-Gefängnis gebracht. Am 30. Januar 1944 wurde sie vom Bahnhof Milano Centrale zusammen mit 704 weiteren jüdischen Gefangenen in das KZ Auschwitz-Birkenau deportiert, das sie sieben Tage später am 6. Februar 1944 erreichte. Von da an verlieren sich die Spuren der 58 Jahre alten Amalia Fleischer. Bekannt ist, dass von den 704 aus Mailand Deportierten bei der Selektion in Auschwitz-Birkenau 447 direkt in die Gaskammern geschickt wurden.
In Faenza ist eine Straße nach ihr benannt worden. Eine Gedenktafel mit den Namen der von Ravenna deportierten Juden, darunter Amalia Fleischer, ist im Empfangsgebäude des Bahnhofs Ravenna angebracht und im Januar 2018 wurde in Faenza ein Stolperstein für Amalia Fleischer verlegt.